# CR102 (Luxemburg)
De CR102 (Chemin Repris 102) is een verkeersroute in Luxemburg tussen Dippach (CR101) en Mersch (N7/N8). De route heeft een lengte van ongeveer 21 kilometer.

## Routeverloop
De route begint in de bosachtige omgeving ten noorden van Dippach met de aansluiting op de CR103. De route gaat richting het noordoosten naar Mamer toe, waar het in Mamer door stedelijk gebied gaat. Zodra de route de N6 bereikt, gaat de route voor ongeveer 600 met de N6 mee, om daarna over de A6 E25 heen te gaan. Voorheen ging de CR102 niet via de N6, maar ging het direct verder dwars door Mamer en met een oostelijker liggende brug over de A6 E25. Nadat de route Mamer verlaten heeft gaat het verder in noordelijke richting naar Kehlen. Hier kruist de route de CR103 weer. Ter hoogte van Schoenfels, vlak voor de aansluiting met de CR101 daalt de route over ruim een kilometer met gemiddeld 7%. Na een paar kilometer bereikt de route de plaats Mersch waar het door stedelijk gebied heen gaat en aansluit op de kruising met de N7/N8.

## Plaatsen langs de CR102
- Mamer
- Kehlen
- Meispelt
- Keispelt
- Schoenfels
- Mersch

## CR102a
De CR102a is een voormalige verbindingsroute in Mamer. De ongeveer 170 meter lange route verbond de CR102 met het treinstation Mamer. De route werd in 1995 opgeheven.

## CR102b
De CR102b is een voormalige aftakkingsroute in Meispelt en Keispelt. De ongeveer 1,8 kilometer lange route takte van de CR102 in Meispelt af om via de dorpscentra van Meispelt en Keispelt heen te gaan en in Keispelt weer aan te sluiten op de CR102. De route werd in 1995 opgeheven.
CR101 ·
CR102 ·
CR103 ·
CR104 ·
CR105 ·
CR106 ·
CR107 ·
CR108 ·
CR109 ·
CR110 ·
CR111 ·
CR112 ·
CR113 ·
CR114 ·
CR115 ·
CR116 ·
CR117 ·
CR118 ·
CR119 ·
CR120 ·
CR121 ·
CR122 ·
CR123 ·
CR124 ·
CR125 ·
CR126 ·
CR127 ·
CR128 ·
CR129 ·
CR130 ·
CR131 ·
CR132 ·
CR133 ·
CR134 ·
CR135 ·
CR136 ·
CR137 ·
CR138 ·
CR139 ·
CR140 ·
CR141 ·
CR142 ·
CR143 ·
CR144 ·
CR145 ·
CR146 ·
CR147 ·
CR148 ·
CR149 ·
CR150 ·
CR151 ·
CR152 ·
CR153 ·
CR154 ·
CR155 ·
CR156 ·
CR157 ·
CR158 ·
CR159 ·
CR160 ·
CR161 ·
CR162 ·
CR163 ·
CR164 ·
CR165 ·
CR166 ·
CR167 ·
CR168 ·
CR169 ·
CR170 ·
CR171 ·
CR172 ·
CR173 ·
CR174 ·
CR175 ·
CR176 ·
CR177 ·
CR178 ·
CR179 ·
CR180 ·
CR181 ·
CR182 ·
CR183 ·
CR184 ·
CR185 ·
CR186 ·
CR187 ·
CR188 ·
CR189 ·
CR190
CR200 ·
CR201 ·
CR202 ·
CR203 ·
CR204 ·
CR205 ·
CR206 ·
CR207 ·
CR208 ·
CR210 ·
CR211 ·
CR212 ·
CR213 ·
CR215 ·
CR216 ·
CR217 ·
CR218 ·
CR219 ·
CR220 ·
CR221 ·
CR222 ·
CR223 ·
CR224 ·
CR225 ·
CR226 ·
CR227 ·
CR228 ·
CR229 ·
CR230 ·
CR231 ·
CR232 ·
CR233 ·
CR234
CR301 ·
CR302 ·
CR303 ·
CR304 ·
CR305 ·
CR306 ·
CR307 ·
CR308 ·
CR309 ·
CR310 ·
CR311 ·
CR312 ·
CR313 ·
CR314 ·
CR315 ·
CR316 ·
CR317 ·
CR318 ·
CR319 ·
CR320 ·
CR321 ·
CR322 ·
CR323 ·
CR324 ·
CR325 ·
CR326 ·
CR327 ·
CR328 ·
CR329 ·
CR330 ·
CR331 ·
CR332 ·
CR333 ·
CR334 ·
CR335 ·
CR336 ·
CR337 ·
CR338 ·
CR339 ·
CR340 ·
CR341 ·
CR342 ·
CR343 ·
CR344 ·
CR345 ·
CR346 ·
CR347 ·
CR348 ·
CR349 ·
CR350 ·
CR351 ·
CR352 ·
CR353 ·
CR354 ·
CR355 ·
CR356 ·
CR357 ·
CR358 ·
CR359 ·
CR360 ·
CR361 ·
CR362 ·
CR364 ·
CR365 ·
CR366 ·
CR367 ·
CR368 ·
CR369 ·
CR370 ·
CR371 ·
CR372 ·
CR373 ·
CR374 ·
CR375 ·
CR376 ·
CR377 ·
CR378 ·
CR379
Routes die cursief vermeld staan, zijn voormalige routes.